# Escassez artificial
Escassez Artificial é a escassez de itens apesar da tecnologia para produção ou da capacidade suficiente para compartilhamento. As causas mais comuns são estruturas monopolistas de preços, tais como as permitidas por leis que restringem a concorrência ou custos fixos em um mercado específico. A ineficiência associada à escassez artificial é formalmente conhecida como um perda de peso morto.

## Contexto

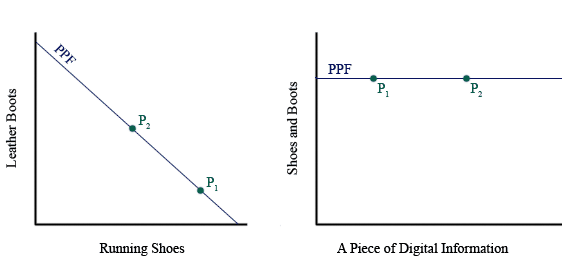
A fronteira produção-possibilidade mostrando trade-offs

Em um sistema capitalista, uma empresa é considerada bem-sucedida e eficiente se for lucrativa. Para obter lucros máximos, os produtores podem estar restringindo a produção em vez de garantir a utilização máxima dos recursos. Essa estratégia de restringir a produção pelas empresas a fim de obter lucros em um sistema capitalista ou economia mista é conhecido como a criação de escassez artificial.
A escassez Artificial descreve essencialmente situações em que os produtores ou proprietários de um bem restringem sua disponibilidade a outros além do estritamente necessário. As Ideias e informações são exemplos principais de produtos desnecessariamente escassos, dada a escassez artificial, conforme ilustrado na citação a seguir:
Se você tem uma maçã, e eu tenho uma maçã, e nós trocamos maçãs, então você e eu ainda teremos uma maçã cada um. Mas se você tem uma ideia, e eu tenho uma ideia, e nós trocamos essas ideias, então cada um de nós terá duas ideias.— Phi Kappa Phi Journal
Mesmo que as ideias como ilustrado acima possam ser compartilhado com menos restrições do que bens físicos, elas são frequentemente tratadas como invenções ou obras criativas únicas, escassas, e, portanto, dotadas de proteção como as propriedades intelectuais, a fim de permitir que os autores originais possam lucrar potencialmente com seu próprio trabalho.

## Ações econômicas que criam escassez artificial
- Cartel, monopólio e / ou capitalismo rentista
- Regulamentação da concorrência, onde a incerteza regulatória e a ambiguidade Política impedem o investimento.
- Copyright, quando usado para impedir a cópia ou impedir o acesso a fontes. Software é um exemplo. Copyleft software é um contra-exemplo em que os defensores do copyleft usam licenças de direitos autorais para garantir o direito de copiar, acessar, visualizar e alterar o código, e permitir que outros façam o mesmo com derivados desse código.[4]
- Patente
- O Lei De Ajustamento Agrícola
- Acambarcamento, incluindo Encurralamento do mercado
- Destruição deliberada[5][6]
- Paywalls (Acesso Pago)[7]
- Envenenamento por Torrent como envenenar o bittorrent propositalmente com cópias quebradas de músicas, vídeos, jogos, afim de pegar o endereço IP de quem realizou o download.
- Tokens não fungíveis

## Argumentos favoráveis e contras

### Favorável
Diz-se que a escassez Artificial é necessária para promover o desenvolvimento de bens ou prevenir esgotamento de recursos. No exemplo da informação digital, pode ser livre copiar informações sem limite (ad infinitum), mas requer um investimento significativo para desenvolver as informações em primeiro lugar. No exemplo da Indústria farmacêutica, a produção de drogas é bastante barata para executar em grande escala, mas novos medicamentos são muito caros. Isto ocorre porque o investimento inicial para desenvolver uma droga geralmente é de bilhões de dólares. Normalmente, as empresas farmacêuticas têm margens de lucro muito superiores a este investimento inicial, mas o alto retorno também atrai muitas empresas para competir, aumentando o ritmo de desenvolvimento de medicamentos. Uma característica de muitas economias também é o limite de tempo nos direitos de patente; depois de um determinado número de anos desfrutando de uma escassez artificial, a patente se desgasta e as versões genéricas baratas de um produto entram no mercado. Assim, o desenvolvedor do medicamento obtém um retorno sobre o investimento, e outras empresas subsequentemente competem para baixar os preços. 

### Contra

#### Direita
Cerca liberais clássicos e libertários se opõem à escassez artificial, alegando que sua falta de escassez física significa que eles não estão sujeitos à mesma lógica por trás das formas materiais de propriedade privada, e que a maioria dos casos de escassez artificial, como a propriedade intelectual, são criações do Estado que limitam os direitos do indivíduo.
Um argumento econômico liberal contra a escassez artificial é que, na ausência de escassez artificial, empresas e indivíduos criariam ferramentas com base em suas próprias necessidades (demanda). Por exemplo, se uma empresa tivesse uma forte necessidade de um programa de reconhecimento de voz, eles pagariam para que o programa fosse desenvolvido para atender às suas necessidades. O negócio lucraria não com o programa, mas no aumento resultante na eficiência habilitada pelo programa. A abundância subsequente do programa reduziria os custos operacionais para o desenvolvedor, bem como para outras empresas que utilizam o novo programa. Custos mais baixos para as empresas resultam em preços mais baixos na Concorrência do Mercado Livre. Preços mais baixos dos fornecedores também aumentariam os lucros para o desenvolvedor original. Em abundância, as empresas continuariam a pagar para melhorar o programa para melhor atender às suas próprias necessidades e aumentar os lucros. Com o passar do tempo, o negócio original gera um retorno sobre o investimento, e o consumidor final tem acesso a um programa que atenda às suas necessidades melhor do que qualquer desenvolvedor de programa poderia prever. Esta é a razão comum por trás Software de Código aberto.:20

#### Esquerda
Liberais sociais, socialistas e anarquistas argumentam que a escassez artificial é benéfica para o proprietário, mas desfavorável para o consumidor, pois permite que o proprietário capitalize ideias e produtos que de outra forma não são propriedade no sentido físico.
Os socialistas estendem seu argumento para incluir "produção socialmente desperdiçada", como a produção de bens que são vistos como bens de "status" (por exemplo, diamantes ou carros caros). Esse tipo de produção leva a uma situação de escassez artificial de bens socialmente úteis porque uma grande parte dos recursos da sociedade está sendo desviada para a produção desses bens. Por exemplo, o capitalismo levou ao crescimento de atividades baseadas em dinheiro, como serviços bancários de varejo, medidas corretivas para lidar com questões sindicais e outras atividades para proteger o capitalismo, como a pesquisa de armas e o desenvolvimento de empresas de segurança; Os socialistas argumentam que a alocação de recursos a essas atividades não é socialmente útil.
Alguns socialistas argumentam que não apenas a escassez artificial, mas até mesmo a própria doutrina da escassez em si é uma criação do sistema capitalista, porque qualquer tipo de propriedade era considerado um fardo para o estilo de vida nômade quando a civilização estava na fase de caçador-coletor. Junto com alguns libertários do mercado livre e anarquistas, eles defenderão Economia de compartilhamento e economia pós-escassez, ambos questionando a escassez de bens físicos e intelectuais como atualmente imposta por restrições culturais, burocráticas ou econômicas artificiais.